# 木村荣
木村荣（日语：／ Kimura Hisashi，1870年10月4日—1943年9月26日），日本天文学家。

## 生平
年幼时被开办汉学塾的亲戚木村民卫收养，师从上山小三郎学习数学。1880年，成绩优异的木村荣进入石川县专门学校念书。1885年，跟随北条时敬（1858-1929，日本教育家）学习数学。1887年，学校改制为官立第四高等中学校，木村荣跳级进入学校本科第二部（理科.工科），跟随今川觉神学习天文学，并于1889年以第1名的成绩毕业。同年，木村荣进入东京帝国大学星学科（即天文学系）继续读书，师从寺尾寿（1855-1923，日本天文学家和数学家）学习天体测量学，同时在田中馆爱橘教授（1856-1952）指导下学习地球物理学。1892年，木村荣从东京帝国大学毕业，进入大学院（即研究生院）继续师从田中馆爱橘，从事全国地磁调查观测工作。
1898年1月，木村荣同寺尾寿、平山信以及水原准三郎一同前往印度观测日全食，这是日本科学界第一次海外观测任务。1899年，木村荣创建了水泽国际纬度站并担任首任站长。1902年，木村荣从世界纬度观测资料中发现公共的纬度非极变化项，即“Z项”（后来被命名为“木村项”），获得国际学术界认可，他也因此于1904年获得理学博士学位。1911年，木村荣获得首届学士院恩赐奖。1922至1936年间，木村荣受推荐任国际纬度服务（ILS）中央局局长，主要从事纬度观测和极移的研究，在任职期间为促进南半球的国际纬度观测事业，为改进国际纬度服务综合处理的方法进行了大量的工作。
1925年，木村荣当选帝国学士院会员。1935年，木村荣出版《国际纬度观测事业观测结果报告书》第7卷。1936年，木村荣移居意大利并获得英国皇家天文学会金质奖章。1937年，木村荣获得首次颁发的日本文化勋章。1941年，木村荣出版了《国际纬度观测事业观测结果报告书》第8卷。
1943年，木村荣由于哮喘病恶化，于东京都世田谷区家中病逝，享年72岁，葬于多磨靈園。

## 著作
- 《緯度観測所に就て》（1908年）
- 《緯度変化に就て》（臨時緯度観測所、1908年、近代デジタルライブラリー）

## 外部連結
- 木村栄記念館
- いわてゆかりの人々 木村栄 （页面存档备份，存于）
- 歴史が眠る多磨霊園 木村栄 （页面存档备份，存于）
- 木村栄 （页面存档备份，存于）
- 木村栄 （页面存档备份，存于） - 近代日本人の肖像 （页面存档备份，存于）（国立国会図書館）
- 緯度変化に就て - 近代デジタルライブラリー